# Obila simpliciata
Obila simpliciata là một loài bướm đêm trong họ Geometridae.